# Gruta das Agulhas
A Gruta das Agulhas é um tubo lávico com cerca de 250 m de comprimento e uma altura máxima de 5,4 m, localizado na Ponta dos Coelhos, na costa leste da baía do Refugo, próximo da Salga, freguesia de Porto Judeu, ilha Terceira (Açores). A cavidade vulcânica tem origem na erupção do Pico do Refugo, sendo a entrada pela arriba costeira. Foi designada com este nome (agulhas), devido à presença de formações minerais secundárias de opala em forma de agulha, com dimensões que variam entre os 0,2 cm e os 0,5 cm. Igualmente notável, são os quatro níveis de fluxo de lavas formando bancadas laterais de rara beleza. Os pavimentos são formados por lavas aa e pahoehoe. O local apresenta grande interesse biológico devido à presença de diversas espécies troglóbias, entre as quais Pseudoblothrus vulcanus, Macarorchestia martini, Pseudosinella ashmoleorum e os endemismos Phthiracarus falciformis, Orchestia chevreuxi e Pseudosinella azorica.

## Descrição
A Gruta das Agulhas situa-se numa zona de arriba costeira baixa formada pela entrada no mar de escoadas de lava que formaram um estreito delta lávico, a Ponta dos Coelhos, cuja parte frontal foi removida pela erosão marinha. A formação geológica deve-se à erupção do cone vulcânico do Pico do Refugo, um cone de escórias inserido no rifte da Terceira, cujas lavas correram para o mar, atingindo a costa no flanco leste da Baía do Refugo, no litoral da Vila do Porto Judeu, formando uma zona costeira de biscoito recoberta por pedras basálticas negras de grandes dimensões.
Em alguns locais formaram-se tubos de escorrência lávica que, esgotada a sua fonte de alimentação no vulcão e tendo alcançado o seu fim, deixaram abertas estas galerias, algumas com vários quilómetros de extensão.
Esta gruta foi explorada em 1967 pela Associação Espeleológica Os Montanheiros, e tem saída para o mar. Deve o seu nome a uma grande quantidade de formações sedimentares em forma de agulhas, que recobrem as suas paredes e tectos. Apresenta várias ramificações, tendo a galeria principal cerca de 250 metros de extensão. Sobreposta à gruta principal há outra galeria menor, cujo comprimento tem cerca de 30 metros. Nas paredes podem ser vistos os balcões formados pelos diferentes níveis das correntes de lava que percorreram o tubo.
Apresenta uma altura máxima de 5,4 m e uma largura também máxima de 4,5 m.
Desde a sua exploração, a gruta tem sido estudada em função da sua variada fauna cavernícola. Foi devidamente iluminada e fechada com uma porta apropriada, obra da responsabilidade de Os Montanheiros, mas entretanto, a ação erosiva do mar destruiu essa benfeitoria, razão pela qual atualmente se encontra interditada ao público.

## Fauna cavernícola
| Espécie                                                        | Ordem            | Família         |
| -------------------------------------------------------------- | ---------------- | --------------- |
| Phthiracarus (Archiphthiracarus) falciformis (Morell & Subías) | Acari-Oribatei   | Phthiracaridae  |
| Scheloribates laevigatus (C.L.Koch)                            | Acari-Oribatei   | Scheloribatidae |
| Dysdera crocata (C.L.Koch)                                     | Araneae          | Dysderidae      |
| Eidmanella pallida (Emerton)                                   | Araneae          | Nesticidae      |
| Chthonius ischnocheles (Hermann)                               | Pseudoscorpiones | Chthoniidae     |
| Pseudoblothrus vulcanus (Mahnert)                              | Pseudoscorpiones | Syarinidae      |
| Lithobius melanopus borgei (Eason & Ashmole)                   | Chilopoda        | Lithobiidae     |
| Cryptops hortensis (Leach)                                     | Chilopoda        | Cryptopidae     |
| Ligia italica Fabricius                                        | Crustacea        | Ligiidae        |
| Halophiloscia couchi (Kinahan)                                 | Crustacea        | Oniscidae       |
| Armadilloniscus littoralis (Budde-Lund)                        | Crustacea        | Scyphacidae     |
| Stenoniscus pleonalis                                          | Crustacea        | Stenoniscidae   |
| Macarorchestia martini (Stock)                                 | Crustacea        | Talitridae      |
| Orchestia chevreuxi (De Guerne)                                | Crustacea        | Talitridae      |
| Trichoniscus pygmeus (Sars)                                    | Crustacea        | Trichonoscidae  |
| Pseudophonus rufipes (De Geer)                                 | Coleoptera       | Carabidae       |
| Ptenidium pusillum (Gyllenhal)                                 | Coleoptera       | Ptiliidae       |
| Atheta laticollis (s. str.) (Stephens)                         | Coleoptera       | Staphylinidae   |
| Disparrhopalites patrizii (Cassagnau et Delamare)              | Collembola       | Arrhopalitidae  |
| Pseudosinella ashmoleorum (Gama)                               | Collembola       | Entomobryidae   |
| Pseudosinella azorica (Gama)                                   | Collembola       | Entomobryidae   |
| Entomobrya dollfusi ( Denis)                                   | Collembola       | Entomobryidae   |
| Lepidocyrtus curvicollis (Bourlet)                             | Collembola       | Entomobryidae   |
| Folsomia candida (Willem)                                      | Collembola       | Isotomidae      |
| Folsomia fimetaria (Linnaeus)                                  | Collembola       | Isotomidae      |
| Isotoma maritima meridionalis (Altner)                         | Collembola       | Isotomidae      |
| Neelus murinus (Folsom)                                        | Collembola       | Neelidae        |
| Anisolabis maritima (Gene)                                     | Dermaptera       | Carcinophoridae |